# Lý Chính Đạo
Lý Chính Đạo (李政道; bính âm: Lǐ Zhèngdào) (24 tháng 11 năm 1926 - 4 tháng 8 năm 2024) là một nhà vật lý người Mỹ gốc Hoa. Năm 1956, Lý Chính Đạo (Tsung-Dao Lee) và Dương Chấn Ninh (Chen Ning Yang) đã chỉ ra rằng các tương tác vật lý có thể không tuân theo đối xứng gương. Điều này có nghĩa là tính chất chẵn lẻ của hàm sóng, ký hiệu là P, không được bảo toàn khi hệ bị đặt dưới một tương tác như vậy và tính chất đối xứng gương có thể bị thay đổi.
Lý và Dương cùng nhận giải Nobel năm 1957.
Lý Chính Đạo là người trẻ tuổi nhất đoạt giải Nobel chiến tranh thế giới thứ II, và là người trẻ thứ ba trong lịch sử sau WL Bragg (người đã giành được giải thưởng lúc 25 tuổi với cha mình WH Bragg trong năm 1915) và Werner Heisenberg (người đã đạt vào năm 1932 cũng lúc 30 tuổi).
Lý và Dương là người gốc Hoa đầu tiên đoạt giải.
Năm 1962, Lý nhập quốc tịch thành công dân Mỹ; là người Mỹ trẻ tuổi nhất đã từng đoạt giải Nobel.